# Dirty Bomb
Dirty Bomb is een free-to-play first-person shooter ontwikkeld door Splash Damage. Het spel heeft enkel online multiplayermodi waarbij spelers in teams tegen elkaar spelen. Dirty Bomb ging op 2 juni 2015 in open beta via het softwareplatform Steam en is enkel compatibel met Windows.

## Verhaal
Dirty Bomb speelt zich af in het post-apocalyptische Londen van 2020. Een vuile bom heeft de Engelse hoofdstad veranderd in een spookstad. In de game speelt men een van de huurlingen die het tegen elkaar opnemen. All deze mercs hebben hun eigen persoonlijkheid en specialiteiten.
Het meest onderscheidende deel van het spel is de objective-modus. Het aanvallende team probeert meerdere missies te voltooien binnen de tijdslimiet terwijl het verdedigende team ze probeert af te stoppen. Missies bestaan bijvoorbeeld uit het bezorgen van pakketjes of het opblazen van een gebouw. Daarnaast kent het spel ook een meer standaard Team Deathmatch-modus.

## Personages
Voorafgaand aan elke ronde moet de speler drie mercs uitkiezen die hij die ronde wil gebruiken. De meeste van deze personages moeten vrijgespeeld worden met credits. Deze kunnen verdiend worden door het spel te spelen en door missies te voltooien. Het is ook mogelijk om door middel van microtransacties personages en uitrustingen te kopen.
De personages zijn onderverdeeld in verschillende klassen: engineers, medics, objective specialists, assault, fire support en recon.

## Beëindiging
In 2019 maakte Splash Damage bekend te stoppen met het onderhouden en verbeteren van Dirty Bomb. Het spel zou te weinig spelers hebben om investeringen te maken. Dirty Bomb werd volledig gratis gemaakt en alle betaalde content werd verwijderd uit de in-game winkel. Spelers kunnen wel nog steeds zelf servers operationeel houden.